# 皇家方舟號航空母艦 (R07)
皇家方舟號航空母艦（HMS Ark Royal，舷號：R-07）是無敵級航空母艦的第三艘，原本以全通甲板巡洋艦的名義建造。在1985年服役，參加過第二次波斯灣戰爭。這是英國皇家海軍第五艘以「皇家方舟」命名的船艦。
2010年10月19日，英国政府公布新一轮国防紧缩计划，对海、陆、空军都有不同程度的裁减，其中一项即命令皇家方舟号航空母舰立即退役，皇家方舟号航空母舰上的海獵鷹式战斗机编队全部取消。2011年2月，英国国防部在其官方网站上登出拍卖该航母的广告。
2012年9月10日，皇家方舟号以300万英镑的价格售予一家土耳其船舶回收公司。

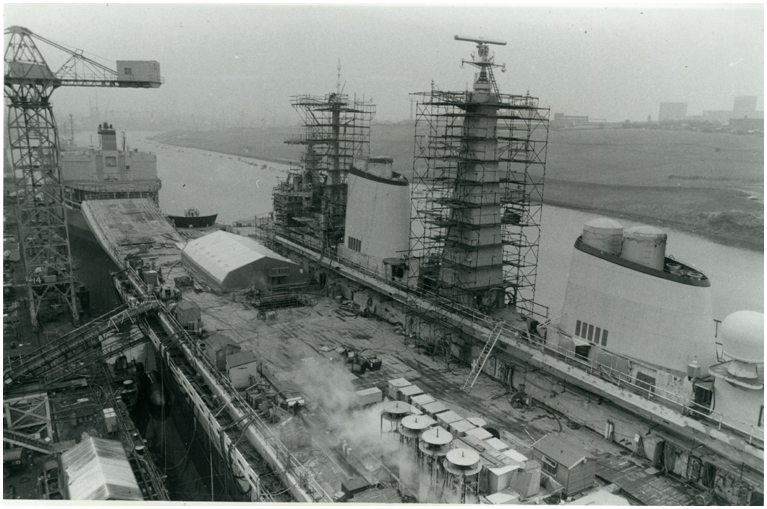
1984年甲板完工的狀態

## 外部連結
- HMS Ark Royal: Flagship’s fate sealed as it is sold for scrap[永久]
- 英国1艘航母以300万英镑贱卖 可能用作制易拉罐 （页面存档备份，存于）
- 英國皇家海軍－皇家方舟號航空母艦網站 （页面存档备份，存于）
- BBC報導的資料 （页面存档备份，存于）
- Maritimequest 皇家方舟號航空母艦（無敵級）的相片集 （页面存档备份，存于）